# Cele Șapte Minuni Naturale ale României

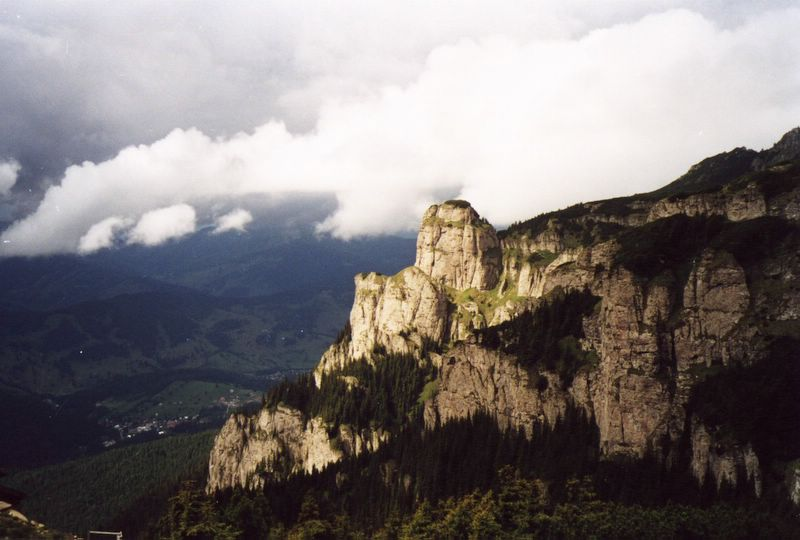
Ceahlău

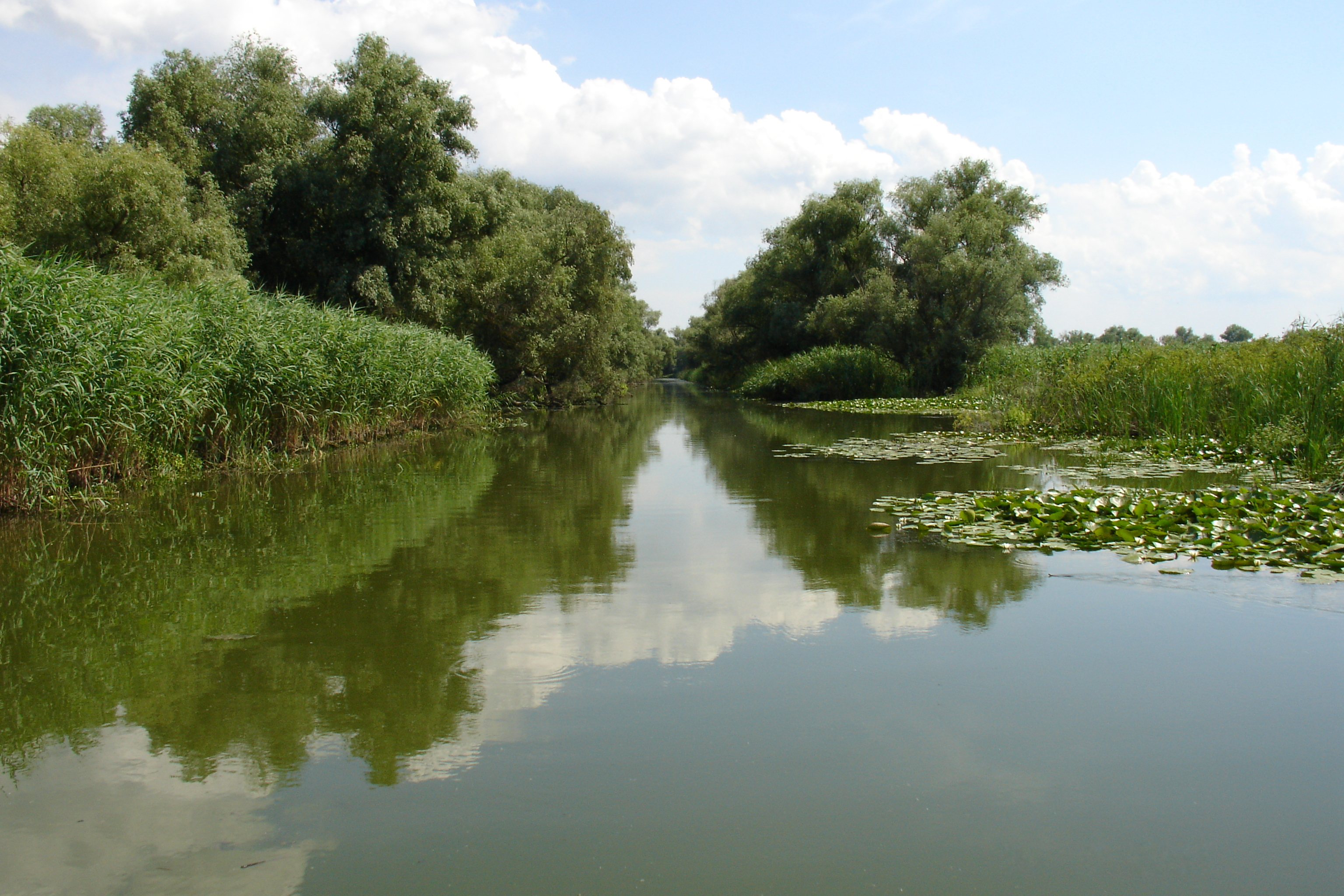
Delta Dunării

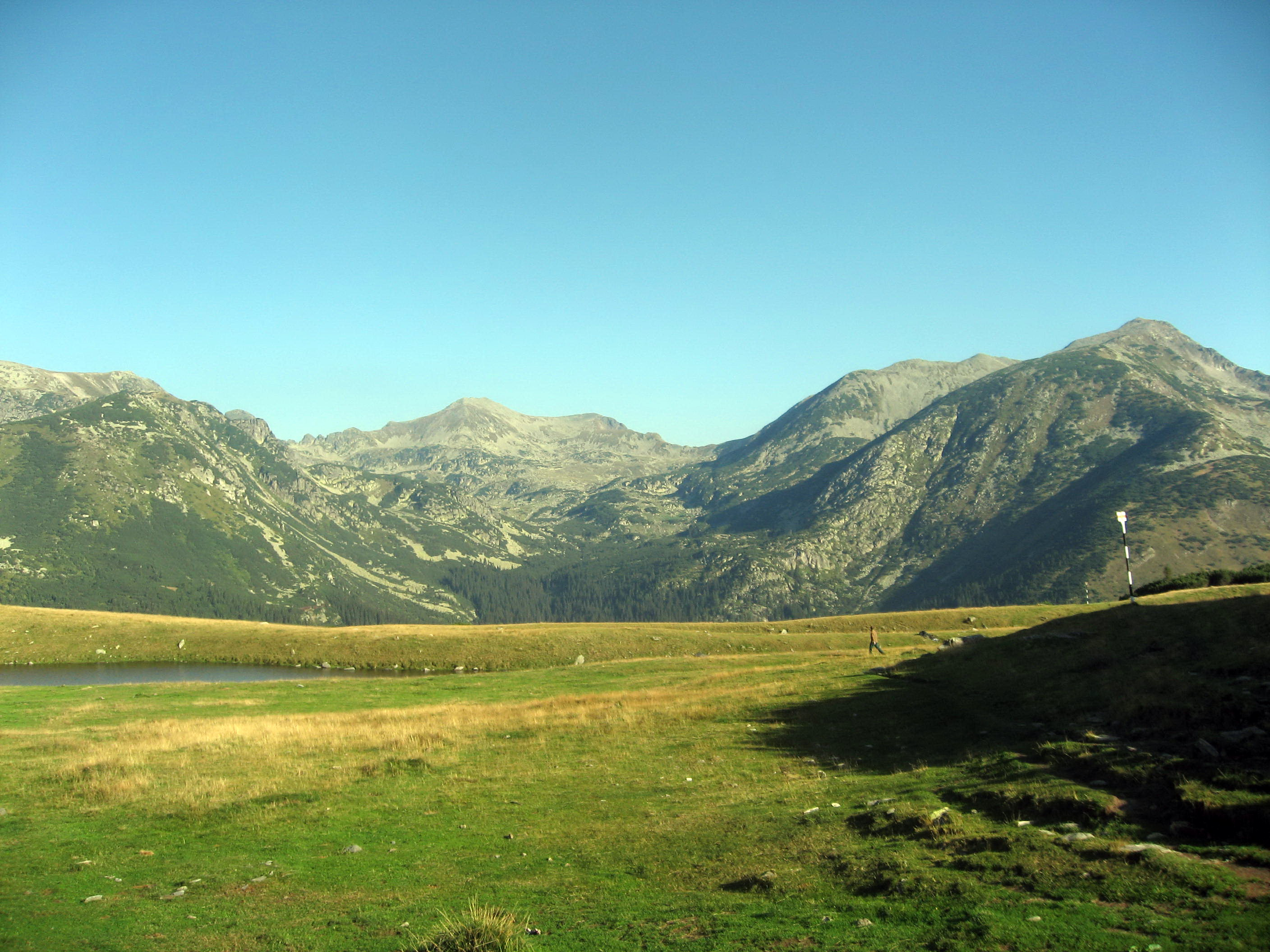
Retezat

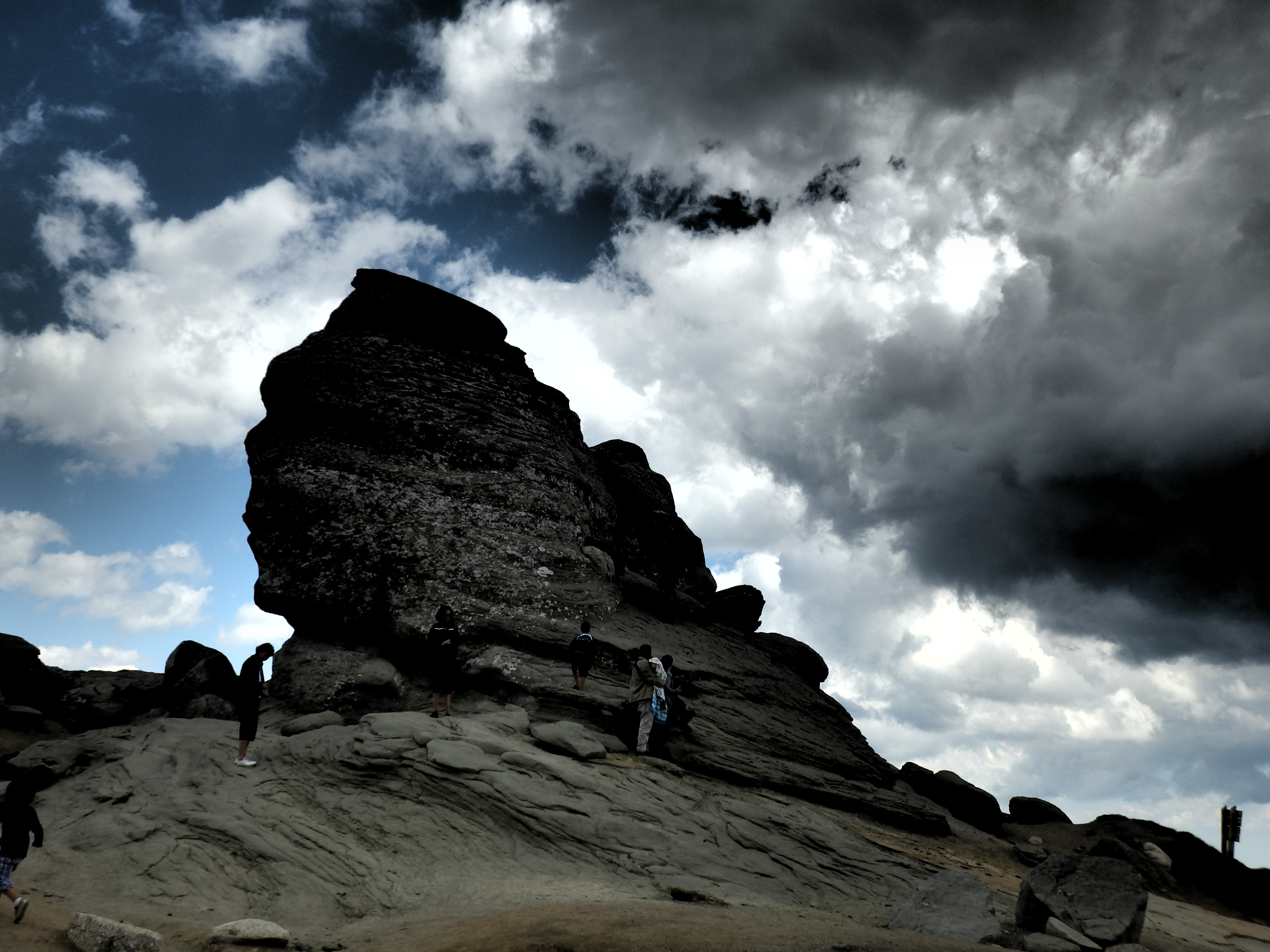
Sfinxul

„Cele Șapte Minuni Naturale ale României” a fost un concurs organizat de Evenimentul Zilei în care experți și utilizatori de internet au putut vota o listă cu cele șapte minuni naturale din România. 60.000 de utilizatori de internet au participat începând cu 1 iulie 2008, iar votul s-a încheiat la 24 iulie 2008.

## Finaliști
Cu aldin sunt marcate locurile câștigătoare.
1. Cheile Oltețului
2. Peștera Polovragi
3. Cheile Turzii
4. Codrii Seculari de la Slătioara
5. Creasta munților Piatra Craiului
6. Delta Dunării
7. Dunărea la Cazane
8. Lacurile glaciare din Munții Retezat
9. Masivul Ceahlău
10. Munții Rodnei
11. Parcul Național Cheile Bicazului - Hășmaș
12. Parcul Național Cheile Nerei - Beușnița
13. Peștera Scărișoara
14. Sfinxul din Bucegi
15. Vârful Babele
16. Vulcanii Noroioși